# Kommunalwahlen in Rheinland-Pfalz 2019
Am 26. Mai 2019 fanden die Kommunalwahlen in Rheinland-Pfalz 2019 statt. Der Wahltermin wurde von der Landesregierung festgelegt und am 16. Juli 2018 im Staatsanzeiger (Amtsblatt des Bundeslandes) bekannt gegeben. Es wurden Stadt- und Gemeinderäte, Verbandsgemeinderäte und Kreistage sowie im Bezirksverband Pfalz der Bezirkstag gewählt. In Städten und Gemeinden, in denen Ortsbezirke gebildet sind, wurden auch die Ortsbeiräte und Ortsvorsteher gewählt. In verbandsangehörigen Städten und Gemeinden wurden gleichzeitig die Stadt- bzw. Ortsbürgermeister direkt gewählt; erforderlichen Stichwahlen fanden am 16. Juni 2019 statt. Parallel zu den Kommunalwahlen in Rheinland-Pfalz wurde die Wahl zum Europaparlament durchgeführt, außerdem fanden in Baden-Württemberg, Brandenburg, Mecklenburg-Vorpommern, dem Saarland, Sachsen-Anhalt und Thüringen ebenfalls Kommunalwahlen sowie in Bremen die Wahl zur Bürgerschaft statt. Die Wahlbeteiligung stieg im Vergleich zu 2014 um 6,1 Prozentpunkte auf 61,7 %.

## Rechtliches
Staatsangehörige eines Mitgliedstaates der Europäischen Union waren für die Wahlen zu den kommunalen Vertretungskörperschaften (Ortsbeirat, Gemeinde-/Stadtrat, Verbandsgemeinderat, Kreistag) sowie zu den Wahlen der Ortsvorsteher, Bürgermeister und Landräte wahlberechtigt. Voraussetzungen dafür waren, dass am Tag der Wahl das 18. Lebensjahr vollendet war, dass seit mindestens drei Monaten vor der Wahl der Hauptwohnsitz im Wahlgebiet lag und dass die Person in der Bundesrepublik Deutschland nicht vom Wahlrecht ausgeschlossen war.
Die Wählbarkeit bestand, wenn eine die genannten Bedingungen erfüllende Person in der Bundesrepublik Deutschland nicht vom Wahlrecht oder der Wählbarkeit und in ihrem Herkunftsland nicht von der Wählbarkeit ausgeschlossen war. Bei den Kommunalwahlen 2019 traten etwa 67.000 Personen an.

## Ausgangslage
Bei den Kommunalwahlen 2014 erhielt die CDU mit 38,6 % den höchsten Stimmenanteil. Ihr folgten die SPD mit 29,8 %, verschiedene Wählergruppen (hauptsächlich FWGen) mit 10,6 %, die Grünen mit 9,5 %, die FDP mit 4,1 % und Die Linke mit 3,2 %. Die erstmals angetretene AfD erhielt 3,0 %.
Im Landtag von Rheinland-Pfalz regiert seit 2016 eine Koalition aus SPD, Grünen und FDP, die CDU ist zweitstärkste Kraft im Landtag und die AfD zog 2016 erstmals ein und wurde drittstärkste Kraft. Andere Parteien scheiterten an der Fünf-Prozent-Hürde.

## Wahlsystem
Bei den Kommunalwahlen in Rheinland-Pfalz haben die Wahlberechtigten für jede Vertretungskörperschaft, d. h. für jeden Gemeinderat, Kreistag etc., so viele Stimmen, wie es Sitze in der jeweiligen Vertretungskörperschaft gibt. Für die Stadträte in den beiden größten Städten des Landes, Mainz und Ludwigshafen am Rhein, sind dies 60 Sitze und damit auch 60 Stimmen. Diese Stimmen dürfen kumuliert und panaschiert werden. Kumulieren bedeutet, dass jeder Person in einem Wahlvorschlag bis zu drei Stimmen gegeben werden können. Panaschieren bedeutet, dass Personen auf verschiedenen Wahlvorschlägen Stimmen von demselben Wähler erhalten können. Zudem gibt es die Möglichkeit, ein Listenkreuz abzugeben. Mit einem Listenkreuz werden den auf der jeweiligen Liste aufgeführten Personen in der Reihenfolge ihrer Benennung die ggf. nach Kumulieren und Panaschieren noch verbliebenen Stimmen zugeteilt. Eine zweifach oder dreifach benannte Person erhält dabei zuerst zwei bzw. drei Stimmen, bevor die nachfolgend benannte Person die erste Stimme erhält. Es konnten auch Personen auf dem Stimmzettel durchgestrichen werden, diese erhalten dann beim gesetzten Listenkreuz keine Stimme.

## Wahlteilnahme
Parteien und Wählervereinigungen, die nicht im Landtag oder in der jeweiligen Vertretungskörperschaft seit deren letzter Wahl ununterbrochen mit einem eigenen Wahlvorschlag vertreten waren, müssen Unterstützungsunterschriften von Wahlberechtigten aus dem jeweiligen Gebiet sammeln. Dies sind für einen Wahlvorschlag bis zu 250 Unterschriften. Für Gemeinden unter 500 Einwohnern müssen keine Unterschriften gesammelt werden. Parteien und Wählervereinigungen, die in einem Kreistag vertreten sind, müssen keine Unterschriften für Wahlvorschläge zu den Verbandsgemeinderäten und Gemeinderäten desselben Landkreises sammeln.

## Direktwahlen
Zusammen mit den Wahlen zu den Vertretungskörperschaften werden auch ehrenamtliche Ortsbürgermeister und Ortsvorsteher neu gewählt. Darüber hinaus werden auch einige hauptamtliche Bürgermeister und Landräte direkt gewählt. Dies sind im Einzelnen:
- die Landräte der Landkreise Altenkirchen (Westerwald) und Alzey-Worms
- der Oberbürgermeister von Ingelheim am Rhein
- die Bürgermeister der verbandsfreien Stadt Schifferstadt und der verbandsfreien Gemeinde Morbach
- die Verbandsbürgermeister von fünfzehn Verbandsgemeinden

Die Wahlen der Verbandsbürgermeister hängen teilweise mit der kommunalen Neugliederung zusammen, durch diese kommt es zum 1. Juli 2019 bzw. zum 1. Januar 2020 zu Fusionen von Verbandsgemeinden. Auch die Große Kreisstadt Ingelheim am Rhein wird im Rahmen dessen vergrößert, hier stehen jedoch regulär Neuwahlen an.
Nicht in allen Gemeinden konnte die vorgesehene Direktwahl des Bürgermeisters stattfinden. Insbesondere in kleineren Orten fand sich nicht immer zumindest ein Bewerber für das Amt. Zudem hat in einigen Fällen der einzige Kandidat nicht die notwendige Mehrheit der Wählerstimmen auf sich vereinen können. Dann sieht die Gemeindeordnung eine erneute Direktwahl vor. Wenn sich kein Bewerber findet, kann schließlich der jeweilige Gemeinderat einen Bürgermeister wählen. Da auch die Räte nicht in allen Fällen zeitnah einen Kandidaten finden konnten, waren ein halbes Jahr nach den Kommunalwahlen noch 38 Gemeinden ohne Bürgermeister.

## Besonderheiten
Die Bürgermeisterwahl in der Ortsgemeinde Maxsain musste verschoben werden, nachdem ein Kandidat kurz vor der Wahl verstorben war. In der Verbandsgemeinde Herxheim fehlte auf dem Wahlzettel für die Wahl zum Verbandsgemeinderat die Angabe des Wohnorts der einzelnen Kandidaten, sodass die bereits eingegangenen Briefwahlstimmen für ungültig und die Wahl auf den 16. Juni 2019 verschoben werden musste. In Mudersbach fand die Wahl zum Gemeinderat erst am 1. September 2019 statt. Diese Verschiebung wurde aufgrund eines Formfehlers im Wahlvorschlag einer Wählergruppe notwendig.
Nach der Kommunalwahl leitete die Staatsanwaltschaft Bad Kreuznach auf eine Strafanzeige zweier unterlegener Bewerber Ermittlungen wegen Wahlfälschung gegen den Wahlleiter des Landkreises Birkenfeld ein. Dieser soll die heute amtierende Bürgermeisterin der Ortsgemeinde Abentheuer trotz Versäumen der Bewerberfrist als Kandidatin zur Wahl zugelassen haben.

## Wahlergebnis
| Partei        | gewichtete Stimmen | Anteil in % | Sitze |
| ------------- | ------------------ | ----------- | ----- |
| CDU           | 603.107            | 31,10       | 511   |
| SPD           | 438.138            | 22,59       | 381   |
| Grüne         | 312.027            | 16,09       | 271   |
| AfD           | 161.024            | 8,30        | 140   |
| FDP           | 118.887            | 6,13        | 98    |
| DIE LINKE     | 67.249             | 3,47        | 58    |
| Die PARTEI    | 9.868              | 0,51        | 9     |
| Freie Wähler  | 7.867              | 0,41        | 8     |
| ÖDP           | 7.735              | 0,40        | 5     |
| PIRATEN       | 2.198              | 0,11        | 2     |
| BIG           | 1.214              | 0,06        | 1     |
| Volt          | 1.164              | 0,06        | 1     |
| LKR           | 345                | 0,02        | -     |
| NPD           | 148                | 0,01        | -     |
| Wählergruppen | 208.184            | 10,74       | 183   |
| Gesamt        | 1.939.155          | 100,00      | 1668  |

Nach dem amtlichen Endergebnis bleibt die CDU trotz eines Verlusts von 7,5 Prozentpunkten stärkste Partei auf kommunaler Ebene in Rheinland-Pfalz. Ihr folgt die SPD, die nach Verlusten von 7,2 Prozentpunkten noch 22,6 % erreichte. Hinzugewinnen konnten hingegen Bündnis 90/Die Grünen, die mit 16,1 % drittstärkste Partei wurden, sowie die AfD als nun viertstärkste Partei mit 8,3 % und die FDP mit 6,1 %. Die Linke verzeichnete leichte Gewinne und erhielt 3,5 % der Stimmen, während Wählergruppen 11,1 % erreichten.